# Alfaroa hondurensis
Alfaroa hondurensis ist eine zentralamerikanische Baumart aus der Familie der Walnussgewächse (Juglandaceae).

## Merkmale
Alfaroa hondurensis ist ein großer Waldbaum von bis zu 25 m Höhe. Das Holz ist rosa. Die Zweige tragen ovale bis längliche Lenticellen, die dunkler als die umgebende Borke sind. Die Zweige sind kahl, jung aber möglicherweise beschuppt. Zweig-Enden und Blattstiele sind manchmal mit einer wachsähnlichen Schicht überzogen, die von Harztropfen durchsetzt ist. Auch die jungen Blätter sind mit einer harzigen Ausscheidung überzogen. Die Blätter sind gegenständig, jedes Paar gleich groß und bis 30 cm lang. Der Blattstiel ist 4 bis 4,5 cm lang und an der Ansatzstelle geschwollen. Die Rhachis ist rund 10 cm lang, kahl oder mit einer wachsähnlichen Schicht überzogen, die im Alter aber verschwindet. Es gibt 6 bis 8 Fiederblättchen, in seltenen Fällen ist die Zahl ungerade. Die Blättchen sind elliptisch bis länglich-lanzeolat, spitz bis zugespitzt, auf der Oberseite kahl, an der Unterseite mit zahlreichen, kleinen Schuppen besetzt. Ein Blättchen ist rund 11 bis 16 cm lang und 3,8 bis 5 cm breit. Die Unterseite ist deutlich heller als die Oberseite. Die Stiele der Fiederblättchen sind 2 bis 4 mm lang und an der Basis geschwollen. 
Blütenstand und Blüten der Art waren bei der Erstbeschreibung 1959 nicht bekannt. 
Die Frucht ist länglich-eiförmig, im Querschnitt rund bis leicht abgeflacht. Die Oberfläche ist nicht behaart, dunkelbraun und mit vielen kleinen pustelförmigen Lenticellen besetzt. Die Frucht besitzt keine oder nur undeutliche Längsrippen. Sie ist rund 6,5 cm lang und 2,5 bis 3 cm im Durchmesser. Die Narbe bleibt an der Frucht erhalten. Die Endokarp-Wand ist dick (4 bis 5 mm) und sehr hart. Der Fruchtknoten ist in der Mitte achtfächrig. 

## Verbreitung
Das Typusexemplar wurde in Honduras, in der Nähe von El Sauce nahe dem Lago de Yojoa, im Departamento Santa Bárbara, in 1200 m Seehöhe gefunden. Die Art ist von der vegetativ recht ähnlichen Alfaroa manningii geographisch deutlich getrennt. 
Die Art wird von der IUCN als vulnerable gelistet.

## Belege
- Wayne E. Manning: Alfaroa and Engelhardtia in the New World. Bulletin of the Torrey Botanical Club, Band 86, 1959, S. 190–198 (online).